# Irrlichter (Leskow)

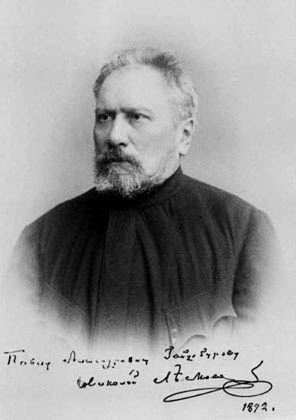
Nikolai Leskow im Jahr 1872

Irrlichter (russisch Блудящие огни, Bludjaschtschije ogni) ist ein Entwicklungsroman des russischen Schriftstellers Nikolai Leskow, der 1874 entstand und in der Wochenzeitschrift Niwa (deutsch: Die Flur) erschien. Die Buchausgabe im Jahr 1876 kam unter dem Titel Kinderjahre. Aus den Erinnerungen Merkul Praotzews (russisch Детские годы. Из воспоминаний Меркула Праотцева, Detskije gody. Is wospominani Merkula Praotzewa) heraus.

## Handlung
Der ergraute Ich-Erzähler Merkul Praotzew, Sohn eines Russen, fristet seine letzten Erdentage als Vater Gordi in der Klosterzelle. So der Mönch darin über seine Jugendzeit schreibend auf sein Leben vor 25 Jahren zurückblickt, kommt er auf das Gleichnis von den Irrlichtern, die den Menschen in den Sumpf locken. Licht und Wärme hatte Merkul im Leben gesucht, hatte aber in jenem Morast nur Schales zu sich genommen und stürbe deswegen. Vater Gordi, ein Künstler und Kunstkenner, gesteht, auf dem Wege zur Kunst sei er zwar vorwärts marschiert, aber unterwegs mitunter zwischendurch immer einmal in die Irre gegangen.
Die erste Geschichte erzählt vom Sterben des Vaters. Hauptmann Pawel Praotzew, Kommandeur eines russischen Kavallerieregiments in einer polnischen Stadt, also inmitten „der feindlich gesinnten polnischen Bevölkerung“, hatte, in jenem Regiment dienend, zahlreiche Schlachten überlebt. Als Kind reiste Merkul mit seiner im Herzen protestantisch gebliebenen Mutter Karolina, einer fortschrittlich gesinnten livländischen Baronesse, von Polen nach Livland zur Großmutter. Diese nahm eine Hypothek auf ihr großes Gut auf. Mit dem Geld brachte der Vater sein heruntergekommenes Regiment anlässlich einer bevorstehenden Truppenschau auf Vordermann. Als der vorgesetzte General mit dem ausstaffierten Regiment trotzdem sehr unzufrieden war, überlebt der Vater das Fiasko nicht und stirbt nach einem Schlaganfall. Die betagte Großmutter stirbt auf der Schwelle ihres Gutes, als sie es verlassen muss. Merkul kommt in einem Petersburger Kinderheim unter und wird dort Kadett. Auf der Petersburger Kadettenanstalt beteiligte sich der 16-jährige Merkul an Steinwürfen auf Vorgesetzte anlässlich einer der Prügelstrafen. Dafür wurden die vierzig Steinewerfer ohne Erbarmen verprügelt und als Ausgestoßene „nur für den Zivildienst tauglich“, jeder mit 27 Rubel und 50 Kopeken Reisegeld in der Tasche, auf Pferdefuhrwerken in die Provinz verteilt. Merkul wählte auf Anraten der inzwischen in ihrer livländischen Heimat lebenden Mutter die Universitätsstadt Kiew, den Wohnort eines einflussreichen Onkels. Unterwegs mit dem Kutscher Kiril hat Merkuls Kamerad Viktor Wolosatin in Twer seine wohlhabende Familie erreicht. Alle weiterreisenden Kameraden werden von Wolosatin zu einem Ball in dessen Elternhause eingeladen. Merkul tritt linkisch auf, wird von Wolosatins Schwester Anja ermuntert und verliebt sich in die 29-Jährige. Nachdem in Tula und Orjol insgesamt drei Gefährten ausgestiegen sind, setzen vier die Weiterfahrt nach Kiew über Gluchowo und Njeshin fort. Der kleine Knyschenko kommt nicht in sein Njeshin, sondern ertrinkt nahe bei Baturin im Fluss Seima beim Krebse Fangen. Merkul schreibt in Borsna Anja Wolosatina einen langen Liebesbrief. Bald nachdem er das Schreiben in den Briefkasten eingeworfen hat, fürchtet er die Antwort seiner Göttin aus Twer.
Kiew bringt für Merkul nach sechs langen Jahren ein Wiedersehen mit der lieben 36-jährigen Mutter. Diese hat Livland für immer verlassen, ist in die Nähe der Verwandten gezogen und tröstet den Jungen. Zwar habe er ein paar Privilegien verloren, aber sie hat einen Plan. Die gütige und doch energische Mutter setzt auf Bildung des einzigen Sohnes. Mit dem Stundenplan ist Merkuls Arbeitstag ausgefüllt. Mutter und Sohn bewohnen drei Zimmerchen; leben in bescheidenen Verhältnissen. Die Mutter hat den verwitweten Republikaner Iwan Iwanowitsch Altanski, Professor an der Geistlichen Akademie, als Merkuls verständnisvollen Privatlehrer in Mathematik und in Geschichte der klassischen Philosophie gewonnen. Im Gegenzug unterrichtet die gebildete, logisch denkende Frau dessen einzige 18-jährige Tochter Christa Altanskaja, ein ernstes ukrainisches Mädchen, in Englisch. Christa und Merkul fühlen sich von der Überlegenheit der Baronesse Karolina beinahe erdrückt.
Die Mutter Karolina verbirgt ihren intensiven Briefwechsel mit einem gewissen Philipp Kolberg aus Petersburg vor dem Sohne nicht. Gehorsam macht Merkul einen Anstandsbesuch bei seinem Onkel General Lew Jakowlewitsch und dessen Gattin Olga Fominischna. Merkul erzählt, in deren Umgebung röche es „nach Hochmut, Aufgeblasenheit und innerer Leere“. Merkul lernt bei den Verwandten den 25-jährigen Serjosha Krutowitsch kennen. Dessen wohlhabende Mutter Vera Fominischna lebt auf ihrem Landgut außerhalb von Kiew und ist die Schwester von Merkuls Tante Olga. Als Merkul mitbekommt – Serjosha und Christa sind ein Liebespaar, fühlt er einen Stich im Herzen. Die blasse, entschlossene Christa lügt, sie liebe einen andern, als Serjosha auf elterliches Geheiß eine Vernunftehe eingeht.
Die Arbeit in der Kanzlei des Onkels strengt Merkul nicht an und es bleibt noch genügend Zeit für wissenschaftliche Arbeit unter der Leitung Professor Altanskis. Obwohl der General seinen Neffen Merkul überhaupt nicht beachtet, muss Merkul den Anstandsbesuch gelegentlich wiederholen. Denn Merkuls Mutter verkehrt bei Baron K., dem Vorgesetzten des Generals. Merkul erzählt, der General schlägt niemanden, sondern brüllt nur.
Christa informiert Merkul über eine von Serjoshas schlechten Charaktereigenschaften, die sich in seiner Geldheirat zeige. Trotzdem liebe sie diesen affektierten Mann und ist überzeugt, er werde zu ihr zurückkehren. So kommt es auch. Vier Jahre vergehen. Serjosha nimmt vor seiner herrschsüchtigen Frau Reißaus und hält sich bei den Altanskis auf. Christa ist wieder glücklich, weil sie geliebt wird. Serjosha verhehlt dieses Verhältnis keineswegs. Die Schwiegermutter Marja Iljinischna droht ihm mit Enterbung und zwingt das Ehepaar wieder zusammen. Christa, von Serjosha geschwängert, bringt ein Kind zur Welt. Mutter und Kind sterben nach der Geburt.
Als Merkuls Tante stirbt, heiratet der verwitwete General bald darauf die vermögende Marja Iljinischna und hat fürderhin ausgesorgt.
Merkul empfindet seine Hinwendung zu den Wissenschaften als Irrtum, nachdem er den Maler Laptew kennenlernt und im Dorf Krotowo am Ufer der Oka seine Bestimmung zum Künstler entdeckt hat. Schließlich wird Merkul in Künstlerkreisen mit oben genannten geheimnisumwitterten Herrn Kolberg aus Petersburg bekannt und erfährt die Geschichte von dessen unglücklicher Liebe: Die Christin Baronesse Karolina und der mittellose Burschenschafter, Student in Dorpat, wurden kein Paar. Kolberg fördert Merkul.
Merkul muss nach Kiew zurückkehren. Er verbringt mehrere Tage am Grab seiner Mutter. Diese hatte sich während seiner Abwesenheit vergiftet. Der junge Mann verlässt Kiew und kehrt zu Kolberg zurück.

## Nebenfiguren
Außer dem Kutscher Kiril ist besonders Merkuls Kamerad, der junge Pole Stanislaw Penknowski aus Kiew, Handlungsträger. Penknowski, der sich gern in den Vordergrund rückt, leistet sich auf dem weiten Wege von Petersburg nach Kiew gemeinsam mit dem Trunkenbold und Geschäftemacher Kiril eine Posse nach der anderen. In Kiew erschleicht er sich das Vertrauen der Baronesse sowie deren Kiewer Verwandtschaft und heiratet schließlich eine begüterte alte Frau – Serjoshas Mama Vera Fominischna. Christa und Merkul müssen über diese neuerliche Posse Penknowskis so heftig und lang anhaltend lachend, dass sich Christa hinterher unwohl fühlt.

## Rezeption
- 1970: Zelinsky charakterisiert Merkuls Mutter als engelgleich, Kolberg als unerfüllt Liebenden, Professor Altanski als feinsinnigen Gelehrten und bemerkt, allwissend ist der Ich-Erzähler Vater Gordi alias Merkul nicht.  Nikolai Leskow meide Schwarz-Weiß-Malerei. Zum Beispiel hat der Kutscher Kiril auch gute und Merkuls Mutter nicht nur gute Seiten. Über weite Strecke wird Merkul erzogen – zuerst vom Vater, darauf in der Petersburger Kadettenanstalt und schließlich von der Mutter in Kiew. Die Mutter scheitert dabei mit ihrer auf Gehorsam und Unterordnung bauenden Methode.[A 9] Das beherrschende Thema ist die Mutter-Kind-Beziehung. Merkul reflektiert, überprüft und korrigiert diese über weite Teile der Handlung in Kiew hinweg.

### Deutschsprachige Ausgaben
Verwendete Ausgabe:
- Irrlichter.  Übertragen von Ena von Baer; 263 Seiten. Verlag der Nation, Berlin 1963.

### Sekundärliteratur
- Vsevolod Setschkareff: N. S. Leskov. Sein Leben und sein Werk. 170 Seiten. Verlag Otto Harrassowitz, Wiesbaden 1959
- Die Irrlichter. S. 98–163 in Bodo Zelinsky: Roman und Romanchronik. Strukturuntersuchungen zur Erzählkunst Nikolaj Leskovs. 310 Seiten. Böhlau Verlag, Köln 1970